# Naryn (góry w Kazachstanie)
Naryn (kaz.: Нарын жотасы, Naryn żotasy) – góry w południowym Ałtaju, w północno-wschodnim Kazachstanie. Rozciągają się na długości ok. 120 km, najwyższy szczyt osiąga 2533 m n.p.m. Zbudowane z paleozoicznych piaskowców, zlepieńców, łupków ilastych i tufów, poprzecinanych intruzjami granitu. Do wysokości ok. 1300 m n.p.m. strome zbocza północne porośnięte są brzozami; wyżej rosną modrzewie. W dolinach występują lasy świerkowo-jodłowo-cedrowe. Stoki południowe porośnięte są krzewami i roślinnością stepową. Powyżej 1800 m n.p.m. znajdują się rzadkie lasy i łąki alpejskie.